# Station Gretz-Armainvilliers
Station Gretz-Armainvilliers is een spoorwegstation aan de spoorlijn Paris-Est - Mulhouse. Het ligt in de Franse gemeente Gretz-Armainvilliers in het departement Seine-et-Marne (Île-de-France).

## Geschiedenis
Het station werd op 9 februari 1857 geopend door de compagnie des chemins de fer de l'Est bij de opening van de sectie Nogent-sur-Marne - Nangis. Tegelijkertijd werd er een zijtak naar Coulommiers, als begin van de spoorlijn Gretz-Armainvilliers - Sézanne. Sinds 14 december 2003 wordt het station aangedaan door de RER E. In de aanloop daarvan zijn de perrons verhoogd van 55 cm naar 92 cm.

## Ligging
Het station ligt op kilometerpunt 38,321 van de spoorlijn Paris-Est - Mulhouse.

## Diensten
Het station wordt aangedaan door treinen van de RER E, tussen Haussmann Saint-Lazare en Tournan. Deze treinen rijden met een beperkt aantal stops tussen Magenta en Villiers-sur-Marne - Le Plessis-Trévise.
Het station wordt niet aangedaan door de treinen van Transilien lijn P tussen Paris-Est en Provins vanwege tijdgebrek.

## Vorig en volgend station
| Richting                  | Vorig station     | Lijn  | Volgend station | Richting   |
| ------------------------- | ----------------- | ----- | --------------- | ---------- |
| Haussmann Saint-Lazare E1 | Ozoir-la-Ferrière | RER E | Tournan         | Tournan E4 |